# Referèndum sobre l'economia grega de 2011
|  | Aquest article tracta sobre el referèndum de 2011. Si cerqueu el referèndum de 2015, vegeu «Referèndum sobre l'economia grega de 2015». |

El referèndum sobre l'economia grega és el referèndum que s'havia de convocar a Grècia sobre si acceptava les condicions sota les quals la Unió Europea (UE), el Fons Monetari Internacional (FMI) i el Banc Central Europeu (BCE) que permetrien la reducció del 50% del deute grec amb institucions de crèdit privades. Tanmateix, el Primer Ministre George Papandreou va decidir cancel·lar el referèndum el 3 de novembre de 2011 si els partits de l'oposició votaven a favor del pacte amb la UE.
El 31 d'octubre del 2011, El primer ministre Georgios Andreas Papandreu va anunciar el referèndum dient: "Necessitem un ampli consens (pel programa d'ajuda). Som part de la zona euro [i això significa que tenim] molts drets i moltes obligacions. Complirem les nostres obligacions."
Van sorgir problemes constitucionals pel que fa a un referèndum així, ja que l'article 44 de la constitució grega especifica que estan permesos els referèndums sobre assumptes crítics nacionals i projectes de llei socials però no els que fan referència a projectes de llei fiscals. Aquest hauria estat el primer referèndum grec sense estar relacionat amb un canvi en la forma de govern, i el primer referèndum des de 1974. Finalment el referèndum fou cancel·lat.